# آلة تصنيع الكرتون

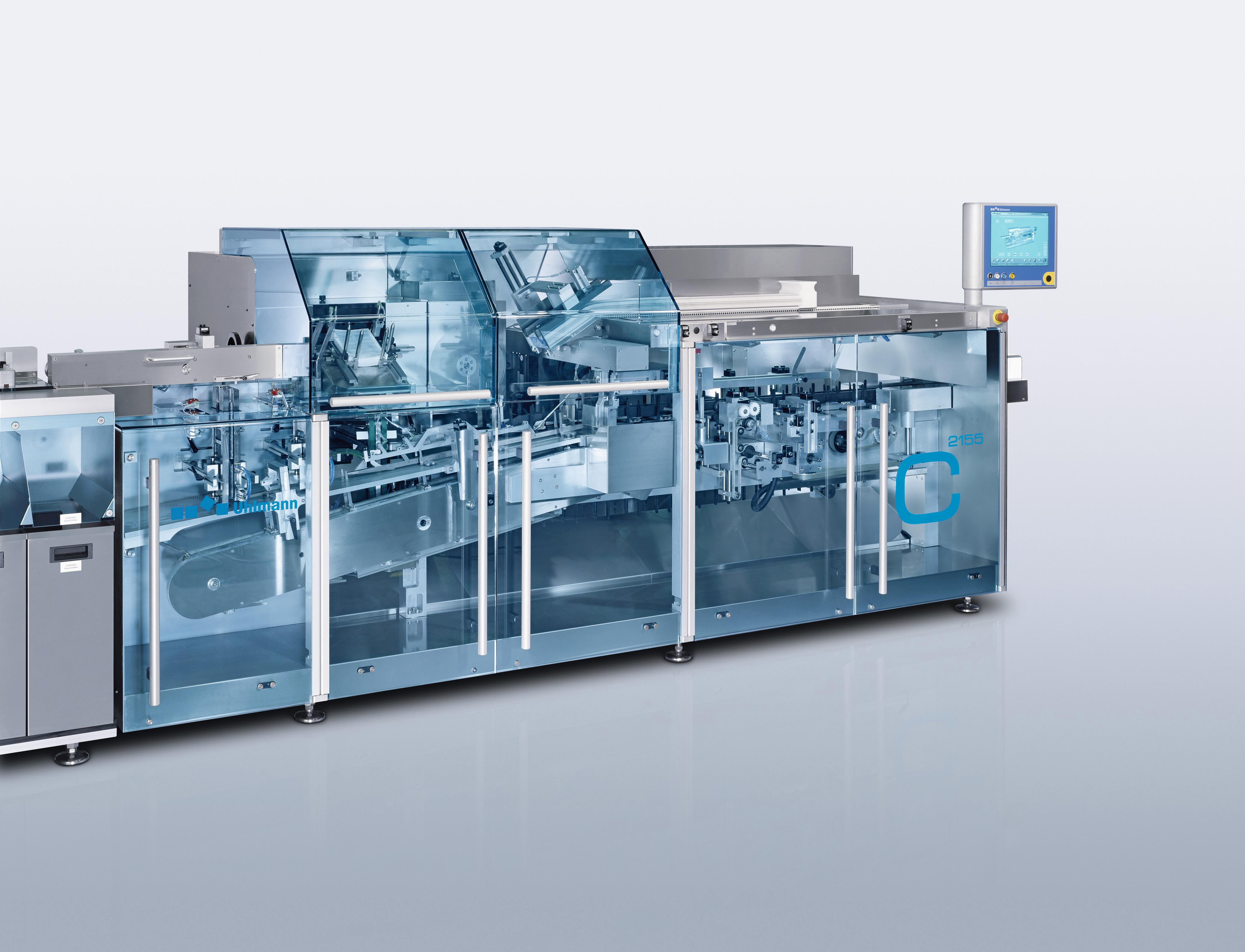
آلة تصنيع الكراتين C 2155 مناسب للتغليف الصيدلاني

آلة صناعة الكراتين أو مصنِّعة الكراتين عبارة عن آلة تغليف تشكل الكراتين:الكراتين القائمة والمغلقة والمطوية والملتحمة من الجانب والمحكمة.
آلات التعبئة التي تشكل فرغ اللوح الكرتوني وتحوله إلى كرتونة معبئة بمنتج أو حقيبة من المنتجات أو عدد من المنتجات داخل كرتونة واحدة، بعد الملء تدمج الكرتونة فتحاتها لاستخدام اللاصق وغلق طرفي الكرتونة بالكامل وبإحكام.
ويمكن تقسيم أنواع آلات صناعة الكراتين إلى نوعين أساسيين:
- آلة تصنيع الكرتون الأفقية
- آلة تصنيع الكرتون الرأسية

آلة تصنيع الكراتين التي تلتقط قطعة واحدة من كومة من الكرتون المطوي وتنصبها، تملأ الكرتونة بالمنتج أو بحقيبة المنتجات أو عدد من المنتجات أفقيًا خلال طرف مفتوح وتغلقها بدس فتحة طرف الكرتونة أو بوضع الصمغ أو اللاصق. يمكن دفع المنتج داخل الكرتونة سواء من خلال جلبة الآلة أو من خلال الهواء المضغوط. يشيع استخدام هذا النوع من آلات تصنيع الكرتون لأغراض تعبئة مواد الغذاء والسكاكر والدواء ومستحضرات التجميل وسلع أخرى نثرية، إلخ.
آلة تصنيع الكراتين التي تنصب الكرتون المطوي وتملأ الكرتونة بالمنتج أو بعدد من المنتجات رأسيًا خلال نهاية مفتوحة وتغلقها إما بدس فتحات طرف الكرتونة أو بوضع الصمغ أو اللاصق تسمى آلة تصنيع كراتين بنهاية علوية. وغالبًا ما تستخدم لتعبئة المواد الغذائية المعبأة في زجاجات والسكاكر والدواء ومنتجات التجميل، إلخ.

### كتب
- Hanlon, Kelsey, and Forcinio; Handbook of Package Engineering (CRC Press, 1998)
- Soroka, W, "Fundamentals of Packaging Technology", IoPP, 2002, ISBN 1-930268-25-4
- Yam, K. L., "Encyclopedia of Packaging Technology", John Wiley & Sons, 2009, (ردمك 978-0-470-08704-6)